# Pauropus collignoni
Pauropus collignoni är en mångfotingart som beskrevs av Paul Auguste Remy 1956. Pauropus collignoni ingår i släktet grovfåfotingar, och familjen fåfotingar. Inga underarter finns listade i Catalogue of Life.